# 콜트 자동소총
콜트 자동소총(Colt Automatic Rifle)은 M16A2/A4에 기반한 경기관총이다. M16A2/A4와 다른 점으로는 완전 자동 사격 기능, 양각대, 오픈 볼트 방식 등이 있다. 소총 기반 분대지원화기로 개발되었다.
과거 Colt M16 LMG(Light Machine Gun, 경기관총), M16A2 LMG, Colt LMG 등으로 불렸지만, 현재 상표명은 Colt Automatic Rifle이다.

## 사용국
덴마크 군과 네덜란드 해병대는 콜트 자동 소총의 일종인 디마코 LSW(Diemaco Light Support Weapon)를 분대지원화기로 채용하였다.

## 같이 보기
- 경기관총
- 분대지원화기
- M16